# Nông Đức Mạnh
Nong Duc Manh (idioma vietnamita: Nông Đức Mạnh) (Na Rì, Bắc Kạn, 11 de septiembre de 1940) es un político vietnamita. Fue secretario general del Partido Comunista de Vietnam entre 2001 y 2011.

## Biografía
Entre 1958 y 1961, Mạnh asistió a la Escuela Superior de Hanói. Luego trabajó como técnico de control forestal en el Servicio Forestal de Bắc Kạn (1962-1963) y fue el subjefe de la explotación de la madera en Bạch Thông (1963-1965). 
Ingresó al Partido Comunista el 5 de julio de 1963 y recibió su adhesión plena el 10 de julio de 1964. En 1965 retomó sus estudios, aprendiendo ruso en la Escuela de Lenguas Extranjeras de Hanói (1965-66). Viajó a Leningrado, donde estudió en el Instituto Forestal hasta 1971. Después de regresar a Vietnam, se convirtió en el jefe adjunto de la junta provincial de inspección de silvicultura de Bắc Thái.
Fue miembro del comité provincial del Partido Comunista en la Provincia de Bắc Thái entre 1976 y 1983. Al año siguiente, fue nombrado secretario adjunto del comité, y en noviembre de 1986, secretario titular. En el 6° Congreso Nacional del partido, fue elegido miembro suplente del Comité Central. En el sexto plenario del partido de marzo de 1989, fue ascendido a miembro pleno del comité. Desde 1991 ha formado parte del Buró Político del Partido Comunista.
Fue elegido secretario general del Partido Comunista en abril de 2001, y fue reelegido en abril de 2006. Fue paralelamente secretario de la Comisión Militar Central y presidente del Comité Permanente sobre Corrupción, Prevención y Erradicación. Es el primer líder vietnamita con un grado universitario. Dejó el cargo en enero de 2011, siendo sucedido por Nguyễn Phú Trọng.

## Familia
Su hijo es Nông Quốc Tuấn, Secretario del Partido en la Provincia de Bắc Giang.